# 用Wii玩
用Wii玩是任天堂为Wii再开发的一系列任天堂GameCube游戏。用Wii游玩系列中的游戏做了若干强化，最知名的是用Wii遥控器与双截棍实现操作，此外还有宽屏支持和强化图形。

## 作品列表
《用Wii玩》总共发售了7部作品，其中有6部是在全球范围内发售，有1部仅在日本地区发售。
| 游戏名称                 | 日本           | 欧洲          | 北美          |
| ------------------------ | -------------- | ------------- | ------------- |
| 小小机器人               | 2009年6月11日  | 未发售        | 未发售        |
| 大金刚 丛林节拍          | 2008年12月11日 | 2009年6月5日  | 2009年5月4日  |
| 马里奥网球GC             | 2009年1月15日  | 2009年3月6日  | 2009年3月9日  |
| 银河战士Prime            | 2009年2月19日  | 2009年9月4日  | 2009年8月24日 |
| 银河战士Prime 2 黑暗回音 | 2009年6月11日  | 2009年9月4日  | 2009年8月24日 |
| 皮克敏                   | 2008年12月25日 | 2009年2月6日  | 2009年3月9日  |
| 皮克敏2                  | 2009年3月12日  | 2009年4月24日 | 2012年6月10日 |

1. ↑  同样作为《任天堂精选（英语：Nintendo Selects）》系列作品之一在欧洲和北美地区发售。
2. 1 2  在日本以外的地区，这几款作品只作为《银河战士Prime三部曲（英语：Metroid Prime: Trilogy）》中的一部分，没有单独拆分售卖。
3. ↑  只作为《任天堂精选》系列作品之一在北美地区发售。